# Javorné
Javorné je malá vesnice a část obce Horní Bradlo v okrese Chrudim. Nachází se asi 2,5 kilometru severovýchodně od Horního Bradla. Prochází zde silnice II/344. Javorné leží v katastrálním území Horní Bradlo o výměře 8,6 km².

## Historie
První písemná zmínka o vesnici pochází z roku 1438.
Dne 17.  února 1945 přistál nedaleko vesnice výsadek československých parašutistů v rámci Operace Platinum-Pewter.

## Pamětihodnosti
- Zvonice u čp. 9